# 达伦·克拉克 (田径运动员)
达伦·克拉克（英語：Darren Clark，1965年9月6日—），澳大利亚男子田径运动员。他曾代表澳大利亚参加1986年和1990年英联邦运动会田径比赛，获得一枚金牌和二枚银牌。他也曾参加1984年和1988年夏季奥运会。